# Делювий

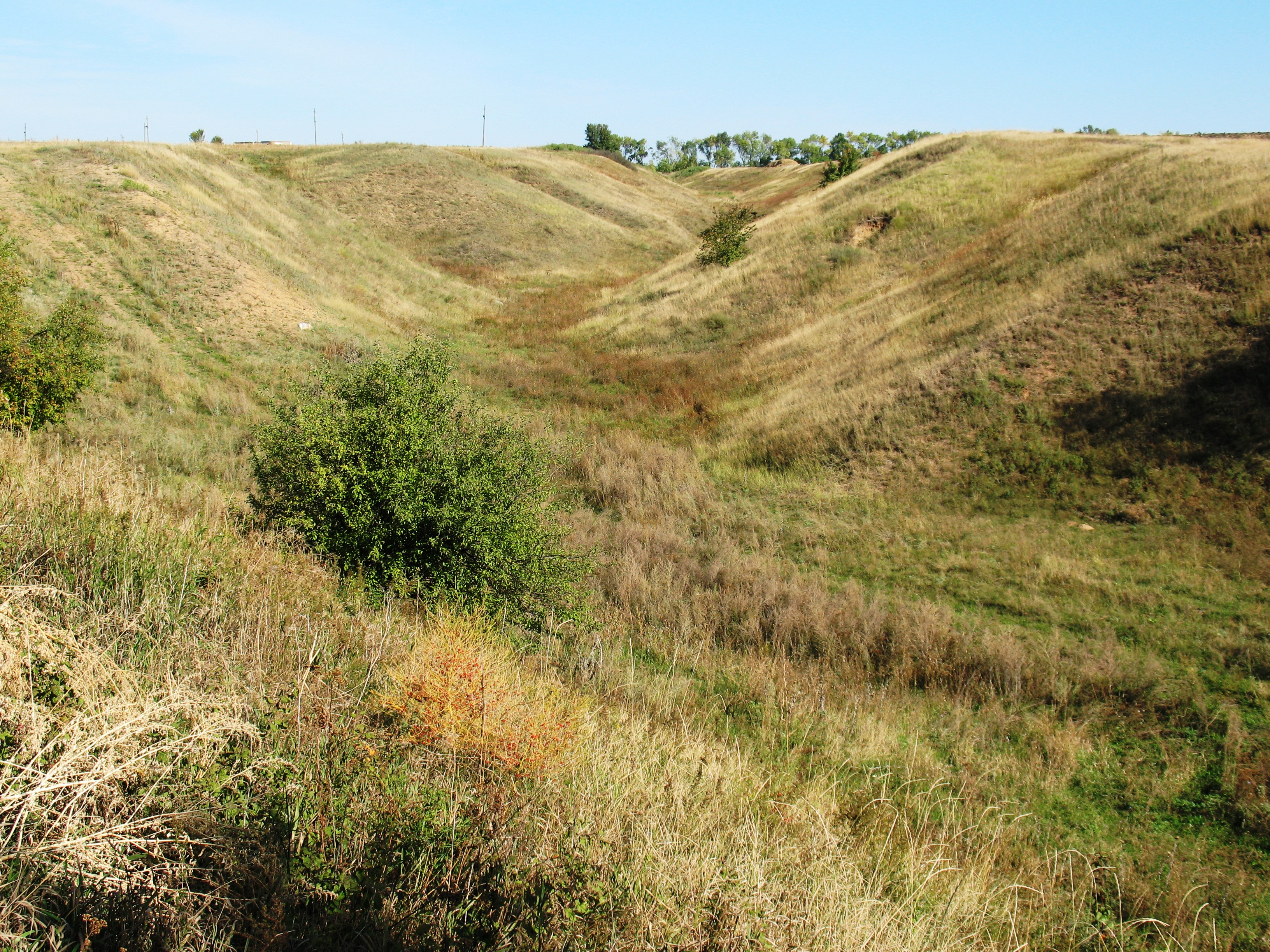
Едва заметный делювиальный чехол у подножия оврага (справа)

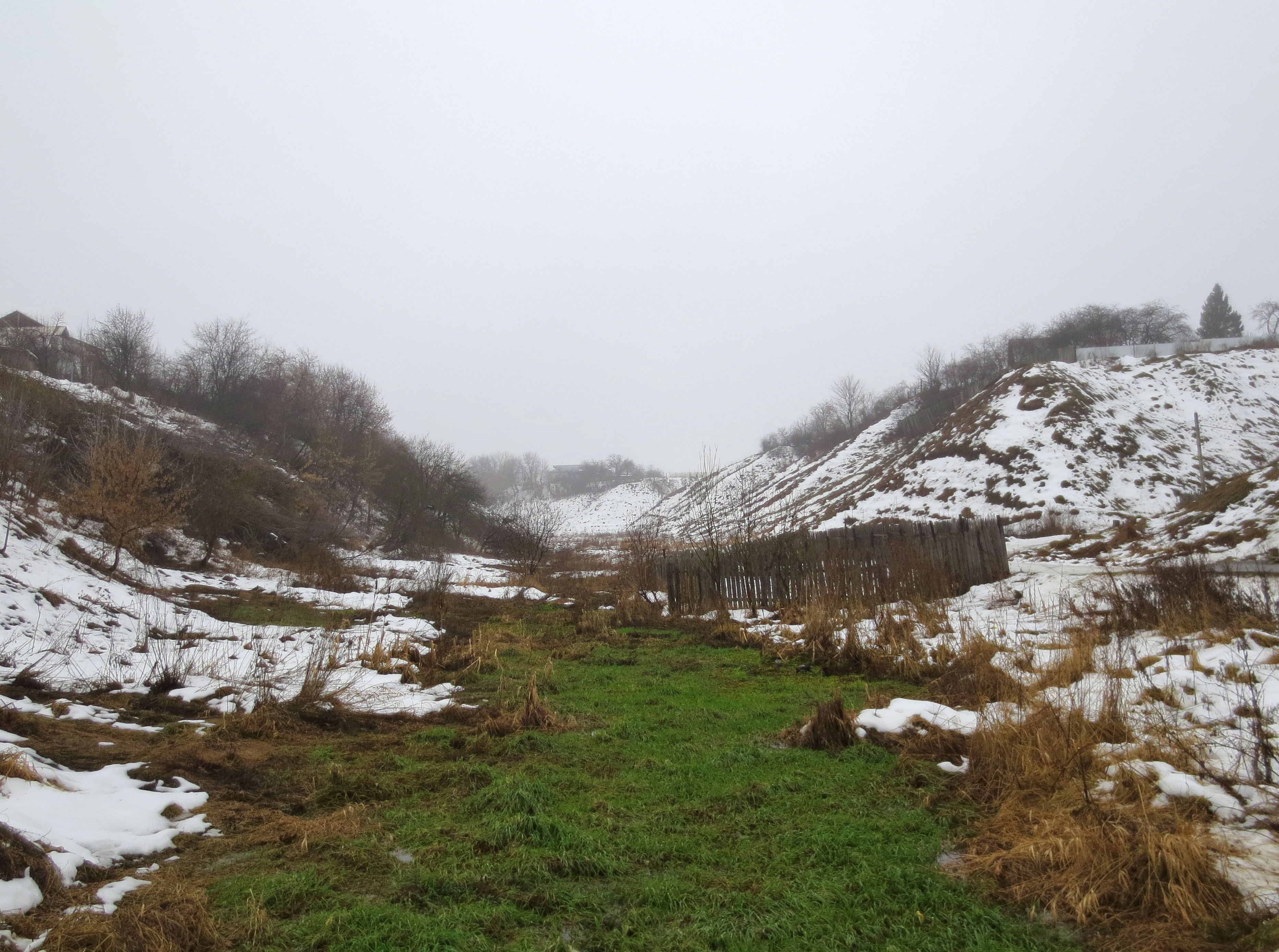
Делювий слегка подчёркнут снегом (слева)

Делю́вий (делювиальные отложения, делювиальный шлейф; от лат. deluo — «смываю») — скопление рыхлых продуктов выветривания горных пород у подножия и у нижних частей возвышенностей. Обычно делювий рассматривается в составе более широкого массива обломочного материала — коллювия.

## Описание
Делювий распространён очень широко, однако почти не выражен в рельефе. Образуется в результате переноса продуктов выветривания горных пород дождевыми потоками, талыми водами (плоскостного смыва). Немаловажную роль в этом играет сила тяжести, перемещающая частицы грунта. Таким образом, вследствие делювиальных процессов грунты в верхней части склона разрушаются, в нижней же, напротив, происходит накопление материала.
Структура делювия не слоиста и слабо отсортирована. Делювиальные суглинки используются для производства кирпича.

## Термин
Термин предложен русским геологом А. П. Павловым в публикациях 1888—1889 годов.